# City and Colour
City and Colour — акустический фолк/кантри проект канадского певца и музыканта Далласа Грина, также вокалиста и гитариста пост-хардкор группы Alexisonfire. Кроме Далласа, в группе участвуют несколько сессионных канадских инди-рок музыкантов, таких как Дэниэль Романо и Спенсер Бёртон из группы Attack in Black. В 2009 году Даллас Грин в составе проекта стал обладателем премии Juno Award в номинации «Лучший композитор года».

## История
Название проекта происходит от имени Далласа Грина: Даллас (англ. Dallas) — город (англ. city), Грин (англ. Green; рус. зелёный) — цвет (англ. color). По словам самого Грина, он считал своё имя не подходящим и решил пользоваться псевдонимом. Писать музыку для сольного проекта Даллас начал ещё в 14 лет, конкретно — композиции, которые вошли в альбом Sometimes, были начаты им в восемнадцатилетнем возрасте, а закончены в 2005 году.

### Sometimes(2005—2007)
Первые песни City and Colour сразу были доступны в сети Интернет для свободного скачивания, а позже, в перезаписанном виде, вошли в первый альбом — Sometimes, релиз которого состоялся 1 ноября 2005 года. Альбом был положительно оценен как критиками, так и поклонниками Грина. Дизайн обложки был разработан Скоттом МакЮэном в стиле олд-скул татуировок; МакЮэн добавил, что Грин, который уже к тому времени был значительно татуирован, возможно, решится нанести один из его рисунков на своё тело.
Грин отметил, что «наиболее подходящая [для него] музыка — это печальная музыка, потому все композиции мелодичны, а тексты о любви лучше всего подходят к грустной музыке.» Также, по его словам, лирика альбома написана исходя из собственного опыта и переживаний и большинство, о чём он поёт, пережил сам: 

Большинство песен написаны на основе опыта, который я пережил, и всё такое, и о том, как я с этим справлялся. Я просто пишу песни когда бездельничаю и чувствую себя счастливым.— Даллас Грин
Sometimes был переиздан на Vagrant Records 13 января 2009 года и стал первым альбомом City and Colour, доступным в магазинах США.

### Bring Me Your Love(2008—2009)
Вторым полноформатным альбом стал Bring Me Your Love, который был выпущен 12 февраля 2008 года. При записи использовалось несколько дополнительных инструментов, которых не было ранее, например, губная гармоника, банджо или даже хлопки ладонями о колени, что сделало его более приближенным к фолк-звучанию. Кроме того, в создании альбома, Даллас сотрудничал с другими музыкантами, такими как канадский музыкант Гордон Дауни из Tragically Hip (в композиции «Sleeping Sickness»), Мэтт Салливан из Attack in Black в нескольких композициях. Первый сингл с альбома, «Waiting…», был выпущен на официальной странице Далласа на MySpace вместе с дополнительными видео-материалами со съемки видеоклипа. 2 декабря 2008 Dine Alone Records выпустили ограниченный тираж (5000 копий в Северной Америке и 1000 в Австралии) специального издания альбома, с другим вариантом обложки и несколькими дополнительными треками. В Канаде был доступен предзаказ с 20 ноября.
Альбом назван в честь романа Чарльза Буковски, который также упоминается в песне «As Much As I Ever Could.» Грин прокомментировал это в одном из интервью, что у него не хватило мыслей для такого количества песен, и он увидел книгу Буковски в книжном магазине во время тура с Alexisonfire и решил позаимствовать название.
26 сентября 2008 года, City and Colour вместе с несколькими сессионными музыкантами отправились в первый тур по Канаде в поддержку своего альбома, где сыграли с такими исполнителями как Tegan and Sara и Girl in a Coma. Позже, тур перешёл в американский, с поддержкой блюз-музыканта Уильяма Уитмора .

### Little Hellи дальнейшие планы (2010-настоящее время)

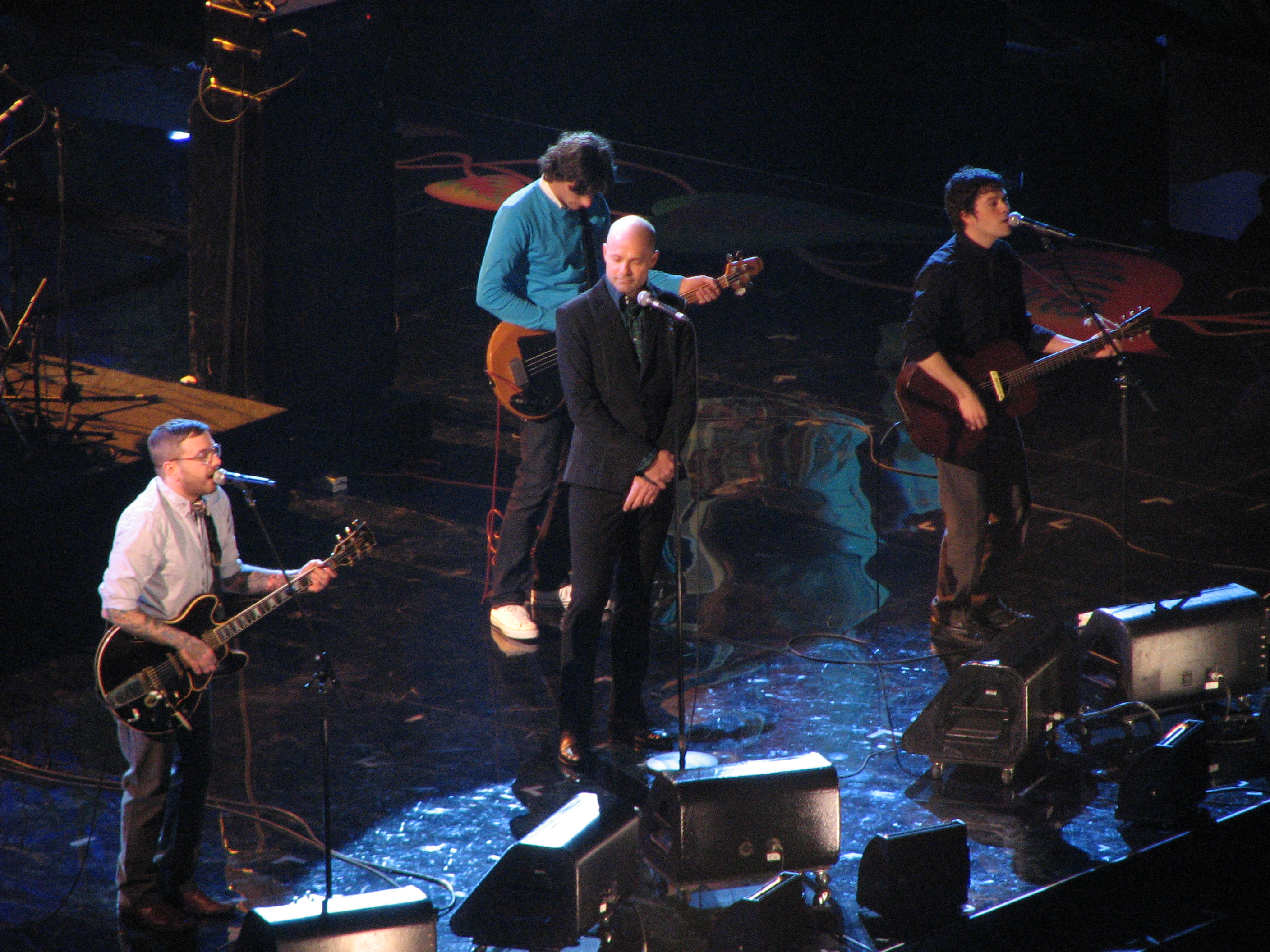
Даллас Грин (слева) и City and Colour вместе Кордом Дауни из Tragically Hip (в центре) в 2010 году на вручении Juno Award.

В январе 2010 года, City and Colour отправились во второе турне по США в поддержку Bring Me Your Love вместе с флок-певицей Lissie, а позже — в тур по Великобритании в качестве саппорта P!nk и Бутча Уолкера вместе с другими хедлайнерами. Во время тура, Даллас Грин исполнил две новые песни — «Silver and Gold» и «Oh Sister», а также два кавера — «Murderer» на инди-рок-группу Low, и «Grinnin' In Your Face» американского певца Son House. В интервью Alter the Press Грин сказал, что у него уже есть несколько готовых песен, которые нужно только записать, намекая тем самым на подготовку третьего студийного альбома в 2011 году. По его словам, он подготовил около 15-ти песен, примерно 10 из которых войдут в возможный альбом.
2 сентября 2010 года, на MTV News Canada, Даллас Грин вместе с номинантом премии Polaris Music Prize рэпером Shad, исполнил ремикс одной из его песен, а оригинальная песня будет выпущена как 12" LP-сингл.
Официально о начале работы над третьим альбомом City and Colour было объявлено 30 сентября 2010 года, а ориентировочная дата выпуска назначена на январь 2011, после того, как будут подготовлены 14 композиций альбома. В интервью Даллас упомянул несколько деталей альбома: «Будет много музыкально необычных песен. Там будет и пианино, и другие инструменты и не только». Позже, в интервью с Шоном Фрейзером журналу Reverb Magazine, он рассказал, что имеющегося материала достаточно и на ещё один альбом, который, возможно, выйдет весной 2011. 15 февраля 2011, композиция City and Colour «Northern Wind» вошла в саундтрек к одному из эпизодов телесериала «Холм одного дерева». Третий альбом, Little Hell, вышел 7 июня 2011 года. Трек-лист альбома был размещён 23 марта на сайте официальном сайте City and Colour.
В марте 2011 года, Даллас Грин вместе с музыкантами выступил на вручении Juno Award 2011 в Торонто, где исполнил четыре песни. Первый сингл с альбома Little Hell, «Fragile Bird», вышел 5 апреля 2011 года на австралийском радио Triple J. Сингл стал успешным и добрался до первого места Canadian Rock/Alternative Chart. В августе 2011 года Даллас объявил, что из-за трудностей в работе сразу в двух коллективах, он покидает Alexisonfire чтобы сосредоточиться на City and Colour.

## Дискография

### Студийные альбомы
| Год                    | Детали релиза                                                  | Позиции в чартах | Позиции в чартах | Позиции в чартах | Позиции в чартах | Позиции в чартах | Позиции в чартах | Сертификации      |
| Год                    | Детали релиза                                                  | CAN              | AUS              | UK               | US               | US Heat          | US Indie         | Сертификации      |
| ---------------------- | -------------------------------------------------------------- | ---------------- | ---------------- | ---------------- | ---------------- | ---------------- | ---------------- | ----------------- |
| 2005                   | Sometimes - Лейбл: Dine Alone Records                          | -                | -                | -                | -                | -                | -                | - CAN: Платиновый |
| 2008                   | Bring Me Your Love - Лейбл: Dine Alone Records/Vagrant Records | 3                | 31               | -                | -                | 11               | 35               | - CAN: Платиновый |
| 2011                   | Little Hell - Лейбл: Dine Alone Records/Vagrant Records        | 1                | 2                | 43               | 28               | -                | 7                | - CAN: Золотой    |
| «-» не попадал в чарты |                                                                |                  |                  |                  |                  |                  |                  |                   |

### EP/Ограниченный тираж
| Дата релиза | Название                                    | Лейбл                                              |
| 2004        | Simple Songs (Demo Tape)                    | N/A                                                |
| 2004        | The Death of Me (EP)                        | Dine Alone Records                                 |
| 2005        | Missing EP                                  | Dine Alone Records                                 |
| 2008        | Live Session EP (iTunes Exclusive)          | iTunes Exclusive                                   |
| 2008        | The MySpace Transmissions                   | Vagrant Records/Dine Alone Records/MySpace Records |
| 2010        | Live at the Verge                           | Vagrant Records                                    |
| 2010        | Live at the Orange Lounge EP                | Vagrant Records/Dine Alone Records                 |
| 2011        | iTunes Live: SXSW (Live in Austin, TX/2011) | iTunes Exclusive                                   |

### Live-альбомы
| Дата релиза | Название | Лейбл              |
| 2007        | Live     | Dine Alone Records |

### Синглы
| Год  | Песня                | Позиции в чартах | Позиции в чартах | Позиции в чартах | Сертификации | Альбом             |
| Год  | Песня                | CAN              | CAN Alt          | CAN Rock         | Сертификации | Альбом             |
| ---- | -------------------- | ---------------- | ---------------- | ---------------- | ------------ | ------------------ |
| 2005 | «Save Your Scissors» | -                | 10               | 32               |              | Sometimes          |
| 2006 | «Comin' Home»        | -                | 14               | -                |              | Sometimes          |
| 2007 | «Like Knives»        | -                | -                | -                |              | Live               |
| 2008 | «Waiting…»           | 32               | 9                | 21               |              | Bring Me Your Love |
| 2008 | «Sleeping Sickness»  | 59               | 7                | 15               | Золотой      | Bring Me Your Love |
| 2009 | «The Girl»           | -                | 29               | -                |              | Bring Me Your Love |
| 2011 | «Fragile Bird»       | 48               | 1                | 12               |              | Little Hell        |
| 2011 | «Weightless»         | —                | 10               | 39               |              | Little Hell        |

## Награды и номинации
| Награды | Награды                | Награды                            | Награды                                    | Награды   |
| Год     | Награда                | Категория                          | Номинанируемая композиция или альбом       | Результат |
| ------- | ---------------------- | ---------------------------------- | ------------------------------------------ | --------- |
| 2006    | MuchMusic Video Awards | Лучшее поп-видео                   | «Save Your Scissors»                       | Номинация |
| 2006    | MuchMusic Video Awards | Лучшее независимое видео           | «Save Your Scissors»                       | Номинация |
| 2006    | MuchMusic Video Awards | Выбор зрителей: Лучший исполнитель | «Save Your Scissors»                       | Победа    |
| 2007    | MuchMusic Video Awards | Выбор зрителей: Лучший исполнитель | «Waiting…»                                 | Номинация |
| 2006    | Chart magazine         | Артист года                        |                                            | Победа    |
| 2007    | Juno Awards            | Лучший альтернативный альбом       | Sometimes                                  | Победа    |
| 2009    | Juno Awards            | Лучший композитор года             | «Waiting…», «Sleeping Sickness» «The Girl» | Победа    |
| 2009    | Juno Awards            | Артист года                        |                                            | Номинация |